# Walter Weller
Walter Weller (Viena, 30 de noviembre de 1939 – Viena, 14 de junio de 2015) fue un violinista, músico de cámara y director de orquesta austriaco, representante de la tradición interpretativa vienesa, que tuvo una gran proyección internacional como director de numerosas orquestas.

## Biografía
Nacido en Viena, comenzó a tomar clases de violín a los 6 años de edad. Su padre era un afamado violinista de la Orquesta Filarmónica de Viena. El joven Walter adquiere su primera notoriedad como un prodigio del violín. Estudió en la Academia de Música de Viena con los profesores Morav y Franz Samohyl. A la edad de 17 años, se convirtió en miembro de la orquesta Filarmónica de Viena, y a la temprana edad de 22 años se convirtió en el concertino de la Orquesta, una posición que comparte con Willi Boskovsky. Ocupó este puesto durante 11 años.
Al mismo tiempo fundó un cuarteto de cuerda de 1958 a 1969. El cuarteto logra un gran éxito, gracias a sus muchas giras, participando en festivales de toda Europa, Asia y América del Norte.
Sus primeros compromisos como director de orquesta, en 1966, fueron reemplazar por breve tiempo a Karl Bohm en la "Sinfonía Pastoral" de Beethoven y el la "Sinfonía la Grande", de Franz Schubert, y a Josef Krips, en el "Concierto para piano Nº 1" de Johannes Brahms (solista Claudio Arrau) y en la "Sinfonía Heroica" de Beethoven.
En 1969, firma un contrato con la "Ópera del Estado de Viena", y ha dirigido regularmente en la "Volksoper de Viena", lo que le ha permitido adquirir un gran repertorio operístico.
Fue director de Música en Duisburgo en la temporada 1971-1972; Director Titular de la Orquesta de la Baja Austria "Tonkunsler" de 1975 a 1978; director de la Real Orquesta Filarmónica de Liverpool de 1977 a 1980, que nombró "Director Invitado de Honor de la Orquesta" de por vida.
De 1980 a 1986, Weller ha asumido la Dirección de la Orquesta Filarmónica Real de Londres, sucediendo a Rudolf Kempe, tras su fallecimiento. Más tarde, se convirtió en Principal director Invitado de la Orquesta Nacional de España, hasta 1991. A partir de esta fecha, fue director de la Royal Scottish National Orchestra, que posteriormente lo nombró "Director Emérito" de por vida. Junto a ellos realizó exitosas giras por Alemania, Austria y Suiza.
Se convirtió en Director musical principal de la Ópera de Basilea, y de la Orquesta Sinfónica de Basilea de 1994 a 1997. Fue galardonado con el título de Director Honorario de la Stuttgarter Philharmoniker, y también fue director Asociado de la Orquesta de Valencia en España.
Desde la temporada 2007-08 hasta 2012, Weller fue director Musical de la Orquesta Nacional de Bélgica y ha realizado giras por España y conciertos en Ámsterdam y Róterdam.
Weller fue invitado regularmente como director por las principales orquestas de todo el mundo; ha colaborado con la Orquesta Sinfónica de Londres, la BBC Symphony Orchestra, la Staatskapelle de Dresde, la Radio Symphonie Orchester de Berlín, la Orquesta de la Gewandhaus de Leipzig, la Orquesta de París, la Concertgebouw Orchestra de Ámsterdam. En América del Norte ha trabajado con importantes orquestas, como la orquesta Filarmónica de Nueva York, la Orquesta de Minnesota y las orquestas de San Francisco, Houston, Pittsburgh, Detroit y Cincinnati, así como con la Orquesta Sinfónica de Toronto. Ha dirigido numerosas Orquestas durante sus giras en Europa, en Japón y en Asia Oriental.

## Premios
El 22 de diciembre de 1998, fue galardonado con la Gran Cruz de Plata de Honor de la Orden del Mérito de la República de Austria, premio en el pasado otorgado a Josef Krips y Herbert von Karajan. El Beethovengesellschaft de Viena le otorgó el premio "Oro de Beethoven". El American Biographical Institute le otorgó la "Medalla de oro de honor por su extraordinaria actividad profesional".

## Repertorio y Grabaciones
Ha grabado con su Cuarteto de cuerda para Decca Records: Haydn op.33 completos; varias grabaciones de Mozart, Beethoven, Alban Berg y Dmitri Shostakovich.
Weller indicó lo siguiente de su relación con la música contemporánea:  "La música contemporánea me interesa siempre que posea auténtico contenido. El ritmo, la armonía y el color han de ser bases fundamentales. Henze, Penderecky y Ligeti, aunque no todo, se hallan entre mis favoritos, pero no debe olvidarse a autores algo más lejanos que, como Martinu, no suelen interpretarse".
Debutó en las grabaciones como Director con la Orquesta de la Suisse Romande con las sinfonías N.º 1 y N.º 9, de Shostakovich.
Su ciclo de las sinfonías de Serguéi Prokófiev, grabado con la Orquesta Sinfónica de Londres y la Orquesta Filarmónica de Londres, está en el mercado con el sello Decca. Estas grabaciones fueron objeto de varios premios, incluyendo el Interpretationspreis Mozart Awardad (USA), y el Grand Prix du Disque.

## Puestos principales
| Orquesta Filarmónica Real de Liverpool |
| 1977–1980                              |

| Orquesta Filarmónica Real de Londres |
| 1980–1985                            |

| Orquesta Nacional Real de Escocia |
| 1991–1996                         |

| Orquesta Nacional de Bélgica |
| 2007-2012                    |